# Die Sternenfahrer von Catan
Die Sternenfahrer von Catan ist ein im Kosmos-Verlag erschienenes Brettspiel von Klaus Teuber. Es ist eine eigenständig spielbare Abwandlung des bekannten Vorgängers Die Siedler von Catan. Die Spieler schlüpfen in die Rolle von Sternenfahrern des 3. Jahrtausends, die im Namen der Menschheit den Weltraum erforschen, und dabei auf fremde Völker treffen. Das Spiel ist nicht zu verwechseln mit der Zwei-Spieler-Variante Sternenschiff Catan in ähnlichem Setting.
Während des Spieles reist man mit seinen Schiffen durch das All und versucht sich möglichst rasch zu entwickeln. Man gründet Kolonien auf fremden Planeten und baut Handelsbeziehungen zu außerirdischen Völkern auf. Der Spieler, der es schafft, als erster fünfzehn Siegpunkte zu sammeln, gewinnt das Spiel.
Der Reiz des Spieles ist, dass man durch die komplexe Struktur viele taktische Möglichkeiten hat, in das Spielgeschehen einzugreifen. Man kann auf die Handlungen der Mitspieler reagieren und entwickelt Pläne, wie man am schnellsten Punkte bekommt. Dabei tauchen jedoch auch zufällige Ereignisse (z. B. Piraten, Raumsprung) auf, die das Spiel aufmischen und immer wieder neue Situationen schaffen.

## Spielmaterial
Im Spiel enthalten sind:
- 1 Spielplan
- 2 Würfel
- 4 Mutterschiffe
- 100 Rohstoffkarten
- 32 Begegnungskarten
- 20 Freundschaftskarten
- 38 Ertragsplättchen
- 4 Scheiben der Freundschaft
- 40 Ruhmesringe
- Die Ausbauten:
  - 24 Bordkanonen
  - 24 Antriebe
  - 20 Frachtringe
- Die Spielfiguren (jeweils in 4 verschiedenen Farben):
  - 36 Kolonien
  - 28 Handelsstationen
  - 12 Raumhafenringe
  - 12 Transporter
  - 4 Siegpunktmarker
- 4 Übersichtstafeln
- 1 Spielregel & Almanach

### Der Spielplan
Der Spielplan ist 84 × 56 cm groß und zeigt den Weltraum. Er besteht aus wabenförmig angeordneten Sechsecken, auf denen sich die Raumschiffe bewegen. Es gibt elf Planetensysteme. Vier davon heißen die catanischen Kolonien, von ihnen aus wird gestartet. An den Rändern sind die vier Heimatbasen fremder Völker abgebildet. Zusätzlich gibt es eine aufgedruckte Zähltafel zum Verfolgen des Punktestands.

### Die Mutterschiffe
Die Mutterschiffe sind ca. 20 cm hohe Plastikfiguren, in denen sich vier farbige Kugeln befinden. Mit ihnen wird die Geschwindigkeit und die Kampfkraft ausgewürfelt. Am oberen Teil des Mutterschiffes befinden sich Halterungen für die verschiedenen Ausbauten und die Ruhmesringe.

### Die Rohstoffkarten
Die Rohstoffkarten sind die Währung der galaktischen Bank. Es gibt fünf verschiedene Rohstoffe:
- Treibstoff
- Erz
- Handelsware
- Carbon
- Nahrung

Mit den Rohstoffkarten können die Spieler Schiffe und Ausbauten kaufen.

### Die Ausbauten
Die Ausbauten sind kleine Plastikteile, die während des Spiels erworben werden können. Sie erhöhen bestimmte Fähigkeiten des Spielers. Es gibt:
- Frachtringe – ermöglichen den Handel mit fremden Völkern
- Antriebe – vergrößern die Geschwindigkeit der Raumschiffe
- Bordkanonen – vergrößern die Kampfkraft

#### Ruhmesringe
Ruhmesringe sind keine Ausbauten im eigentlichen Sinne. Sie können im Verlauf des Spiels erworben und auch wieder verloren werden. Zwei von ihnen zählen jeweils einen Siegpunkt.

### Die Ertragsplättchen
Genau wie bei Die Siedler von Catan gibt es Ertragsplättchen, die über den Erhalt von Rohstoffen entscheiden. Sie sind klein und rund und zeigen eine Zahl zwischen 2 und 12 (mit Ausnahme der 7). Auf jedem Planeten liegt ein Plättchen. Wird die Zahl gewürfelt, die auf dem Plättchen zu sehen ist, so produziert der Planet Rohstoffe. Jeder Spieler, der eine Kolonie an dem Planeten besitzt, erhält einen Rohstoff. Welcher das ist, entscheidet die Farbe des Planeten.

### Die Spielfiguren

#### Kolonieschiffe
Sie fliegen zu fremden Planeten, um sich dort als Kolonie abzusetzen. Sie bestehen aus einer Kolonie und einem Transporter.

#### Kolonien
Sie sind Niederlassungen an den Planetensystemen und bringen Rohstoffe ein. Kolonien können auf den Koloniepunkten der Planetensysteme gegründet werden. Sobald an einem Planeten eine Kolonie steht, werden die Ertragsplättchen offengelegt.

#### Handelsschiffe
Sie fliegen zu den Basen der fremden Völker, um dort Handelsstationen zu errichten. Sie bestehen aus einer Handelsstation und einem Transporter.

#### Handelsstationen
Sie sind Niederlassungen an den Heimatbasen der fremden Völker. Es gibt an jeder Basis fünf Felder für Handelsstationen. Um eine Station dort zu errichten, muss der Spieler mindestens der Zahl entsprechend viele Frachtringe besitzen. Sobald man eine Handelsstation errichtet, darf man sich eine Freundschaftskarte des jeweiligen Volkes nehmen. Diese erlaubt spezielle Spielzüge oder verbessert die Ausbauten des Mutterschiffs. Zusätzlich erhält der Spieler mit den meisten Handelsstationen am Planeten eines Volkes die Scheibe der Freundschaft, welche zwei Siegpunkte zählt. Besitzen mehrere Spieler die gleiche Anzahl an Handelsstationen, so erhält derjenige Spieler die Scheibe, der die niedrigste Position besetzt.

#### Raumhäfen
Sie sind Kolonien, von denen aus die Schiffe ihren Flug beginnen. Ein Raumhafen wird aus einer Kolonie und einem Raumhafenring zusammengesetzt. Ein Raumhafen muss ebenfalls durch Rohstoffe gekauft werden.

## Spielvorbereitungen
Vor dem Spiel wird zuerst der Spielplan ausgebreitet. Dann werden die Ertragsplättchen auf die passenden Planeten verteilt. Die Scheiben der Freundschaft und die Freundschaftskarten werden auf den Spielplan gelegt. Der Stapel mit den Begegnungskarten wird gemischt und aus einem Teil der Rohstoffkarten wird ein Nachschubstapel gebildet. Jeder Spieler erhält die Figuren und das Mutterschiff seiner Farbe, eine Übersichtskarte und einen Ruhmesring.

### Startaufstellung
Mit der Startaufstellung wird bestimmt, von welchen Planeten der catanischen Kolonien die Spieler aus starten. In der Spielanleitung gibt es zwei verschiedene Startaufstellungen:

#### Die einfache Startaufstellung
Bei dieser Startaufstellung werden die zwei Kolonien, der Raumhafen und das Raumschiff, das jeder Spieler von Anfang an besitzt, nach einer vorgegebenen, in den Regeln illustrierten Methode aufgebaut. Auch die Position der Ertragsplättchen ist vorgegeben. Diese Aufstellung ist für „unerfahrene Sternenfahrer“ geeignet.

#### Startaufstellung für Fortgeschrittene
Bei dieser Startaufstellung werden die zwei Kolonien und der Raumhafen reihum von den Spielern auf den Planetensystemen verteilt. Man kann sich den Standpunkt jeweils frei aussuchen, was taktische Überlegungen zulässt. Vor allem die Zahl der Ertragsplättchen ist von Bedeutung. Beim Setzen des Raumhafens erhält der Spieler sein erstes Schiff.
Schließlich erhält jeder Spieler noch drei Rohstoffe vom Nachschubstapel und das eigentliche Spiel kann beginnen.

## Ablauf eines Zuges

### 1. Rohstofferträge auswürfeln
Wenn ein Spieler an die Reihe kommt, würfelt er zuerst mit den beiden Würfeln. Die Augen werden addiert und die Planeten, auf denen ein Ertragsplättchen entsprechender Zahl liegt, produziert jeweils einen Rohstoff für die Spieler, die anliegende Kolonien besitzen. Ist das Ergebnis eine 7, so müssen alle Spieler, die mehr als 7 Rohstoffkarten auf der Hand haben, die Hälfte davon – abgerundet – abgeben.

### 2. Ziehen von Nachschubstapel
Bei seinem Zug darf jeder eine Karte von Nachschubstapel ziehen, so lange er weniger als 9 Punkte hat.

### 3. Handels - & Bauphase
Nun kann man Schiffe und Ausbauten kaufen und mit den anderen Spielern Rohstoffe tauschen. Außerdem besitzt man die Möglichkeit, mit der galaktischen Bank im Verhältnis drei gleiche Rohstoffe gegen einen (3:1) zu tauschen. Beim Rohstoff „Handelsware“ gilt das Verhältnis 2:1. Diese Tauschverhältnisse können durch Freundschaftskarten der Händler verbessert werden.
| Spielelement                  | Benötigte Rohstoffe | Benötigte Rohstoffe | Benötigte Rohstoffe | Benötigte Rohstoffe | Benötigte Rohstoffe |
| Spielelement                  | Erz                 | Treibstoff          | Nahrung             | Carbon              | Handelsware         |
| ----------------------------- | ------------------- | ------------------- | ------------------- | ------------------- | ------------------- |
| Kolonieschiff                 | 1 ×                 | 1 ×                 | 1 ×                 | 1 ×                 |                     |
| Handelsschiff                 | 1 ×                 | 1 ×                 |                     |                     | 2 ×                 |
| Raumhafen (aus einer Kolonie) |                     |                     | 2 ×                 | 3 ×                 |                     |
| Frachtring                    | 2 ×                 |                     |                     |                     |                     |
| Antrieb                       |                     | 2 ×                 |                     |                     |                     |
| Bordkanone                    |                     |                     |                     | 2 ×                 |                     |

### 4. Mit dem Mutterschiff würfeln
Nun rüttelt man, sofern man ein Schiff auf dem Plan hat, mit seinem Mutterschiff, sodass zwei der vier Kugeln in das Sichtfenster fallen. Die Kugeln haben verschiedene Werte:
- Schwarz: 0
- Blau: 1
- Gelb: 2
- Rot: 3

Man addiert die beiden Zahlen und darf um diese Zahl plus die Anzahl der Antriebe seine Schiffe weit bewegen. Ist jedoch Schwarz geworfen, trifft den Spieler eine intergalaktische Besonderheit, und er bekommt eine Begegnungskarte vorgelesen. Diese beschreiben Ereignisse, in denen der Spieler entscheiden muss, wie er handelt. Seine Entscheidungen können positive und negative Folgen haben. Der Spieler darf sich nun drei Felder plus Anzahl der Antriebe mit all seinen Schiffen fortbewegen, es sei denn, sein Schiff ist während der Begegnung beschädigt worden.
Hat der Spieler alle seine Schiffe gezogen, ist der nächste an der Reihe.

## Punktewertung
Der Entwicklungsstand eines Spielers wird mit folgenden Punkten bewertet:
| Spielelement                    | Siegpunkte |
| ------------------------------- | ---------- |
| befreiter Piratenplanet         | 1          |
| besiedelter Eisplanet           | 1          |
| Kolonie                         | 1          |
| zwei Ruhmesringe                | 1          |
| Raumhafen                       | 2          |
| Freundschaftskarte eines Volkes | 2          |

## Ergänzungsset
Es existiert eine Erweiterung zu „Die Sternenfahrer von Catan“, die es ermöglicht, das Spiel mit bis zu sechs Spielern zu spielen. Zusätzlich sind drei neue Planetensysteme und die Heimatbasis des wandernden Volkes beigefügt. Die Fürsten der Völker waren auch als modellierte Spielfiguren erhältlich.

## Ausgabe von 2019
Im Oktober 2019 erschien eine überarbeitete Version als „CATAN - Sternenfahrer“. Die wesentlichen Spielelemente blieben unverändert, wurden aber graphisch überarbeitet. Die größte Neuerung ist der nun variable Spielplan, für den drei verschiedene Aufbauvarianten im Almanach vorgeschlagen werden. Zudem wurde für die Mutterschiffe ein neuer Ansteckmechanismus für die Ausbauten entwickelt, da es hier beim Vorgänger Festigkeitsprobleme gab.
2020 kam dann auch eine dazu passende überarbeitete Ergänzung für 5 und 6 Spieler heraus, die als neues Element die „Zweipiloten Regel“ enthält, die die zuvor bei 5 und 6 Spielern angewandte „Außerordentliche Bauphase“ ersetzt. 2023 erschien die Erweiterung „Sternenfahrer - Neue Begegnungen“.